# Cnemaspis indraneildasii
Cnemaspis indraneildasii là một loài thằn lằn trong họ Gekkonidae. Loài này được Bauer mô tả khoa học đầu tiên năm 2002.